# Costa d'Alabastro

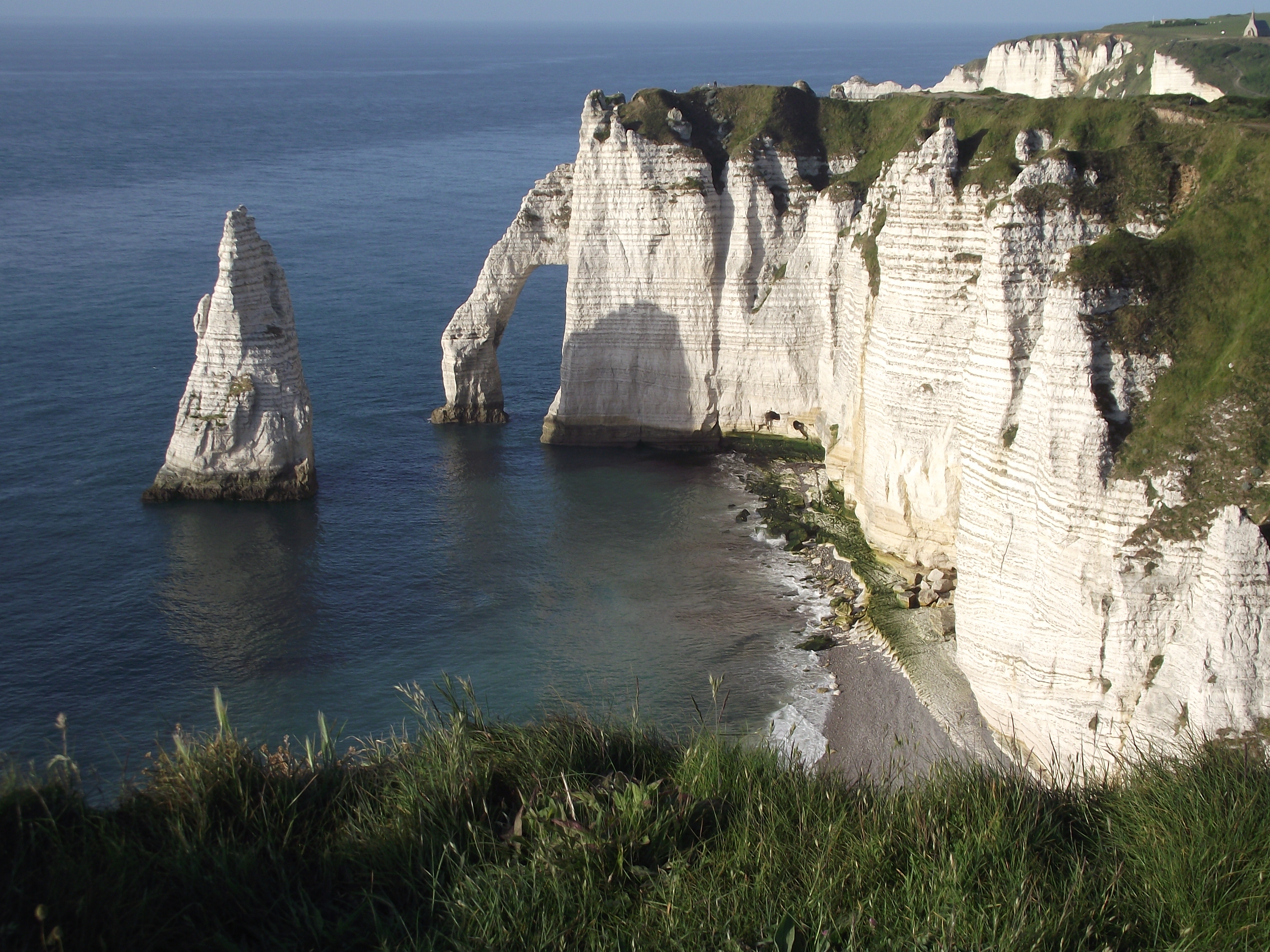
la Falesia d'Aval a Étretat

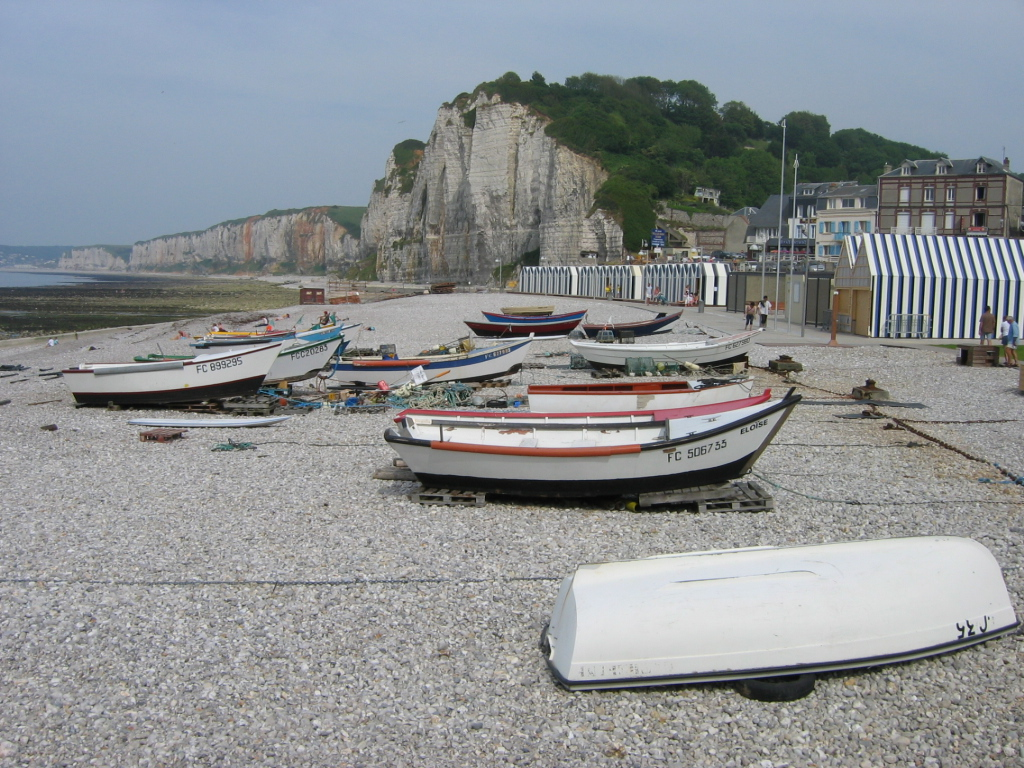
la stazione balneare di Yport

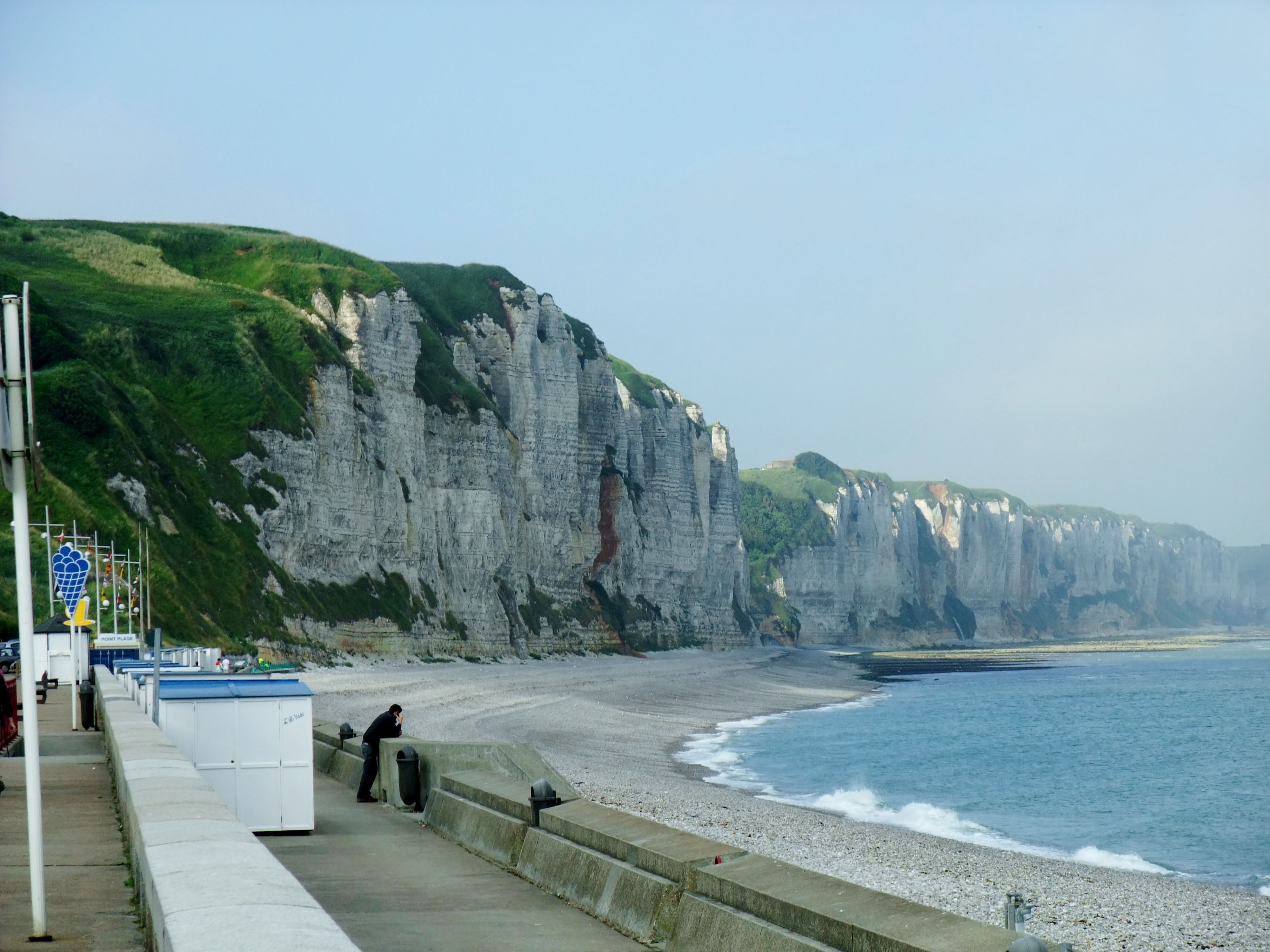
Le falesie di Fécamp

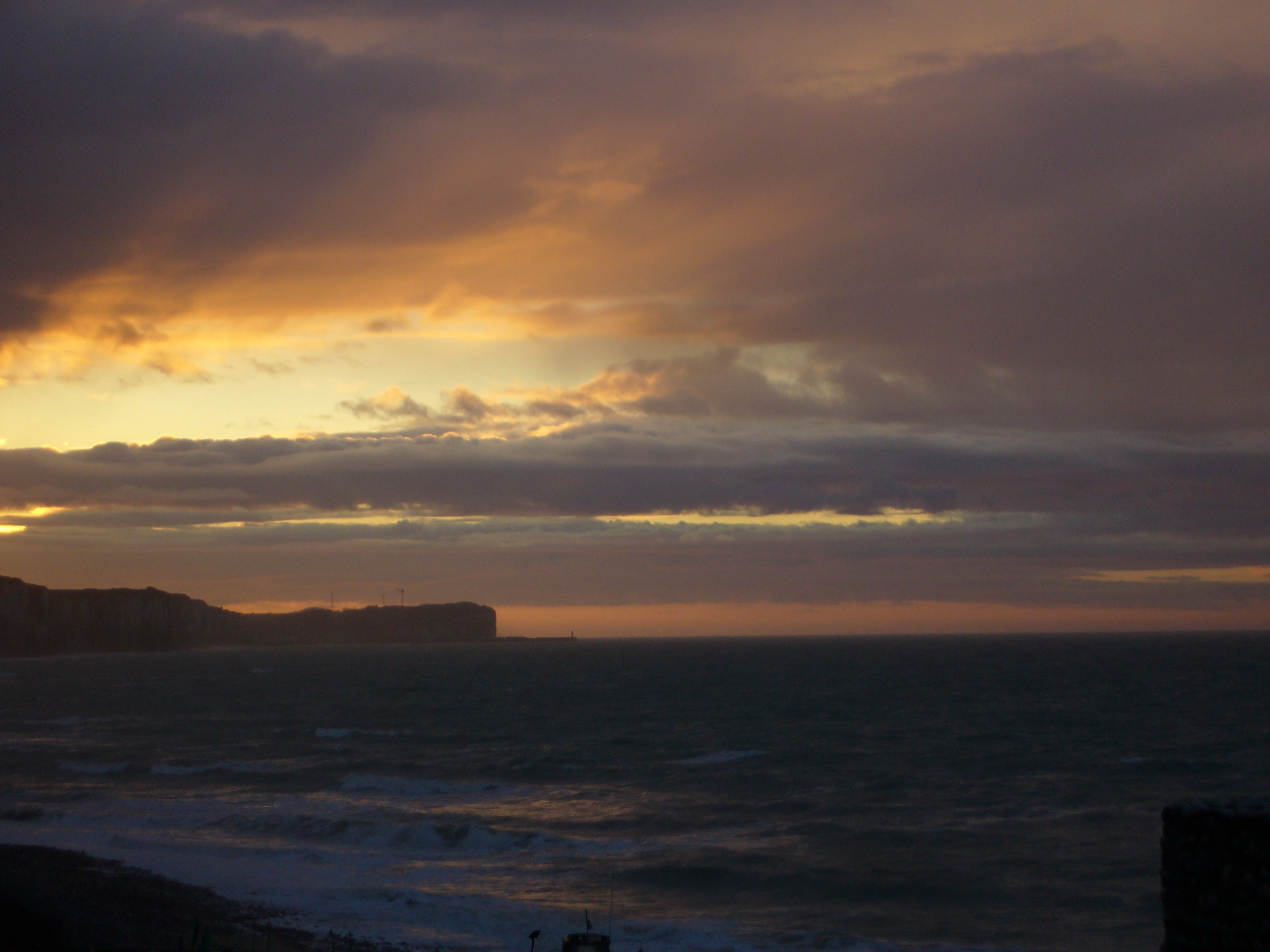
Tramonto a Veules-les-Roses, località balneare

La Costa d'Alabastro (in francese: Côte d'Albâtre) è un tratto di costa sulla Manica della Francia nord-occidentale, che si estende per circa 120 km  tra le località di Le Tréport e Dieppe, nel dipartimento della Senna Marittima (in parte nel Pays de Caux e in parte nel Petit Caux), nella regione della Normandia.
Il litorale deve il proprio nome al colore biancastro delle acque e delle rocce che si ergono lungo la costa e che ricorda quello dell'alabastro.
Località famose di questo tratto di costa sono Le Havre, Dieppe, Étretat, Fécamp, Le Tréport, Yport, ecc..

## Geografia

### Collocazione
La Costa d'Alabastro si trova nell'estremità nord-orientale della Normandia, tra la Côte Fleurie (situata ad ovest della Costa d'Alabastro) e il confine con la Piccardia (segnato dalla località di Ault).

### Località
Le località che si affacciano su questo tratto di costa sono (da est ad ovest):
- Le Tréport
- Criel-sur-Mer
- Saint-Martin plage
- Dieppe
- Hautot-sur-Mer con la frazione di Pourville-sur-Mer
- Varengeville-sur-Mer
- Sainte-Marguerite-sur-Mer
- Quiberville
- Saint-Aubin-sur-Mer
- Sotteville-sur-Mer
- Veules-les-Roses
- Saint-Valery-en-Caux
- Veulettes-sur-Mer
- Saint-Pierre-en-Port
- Fécamp
- Yport
- Étretat
- Le Tilleul
- Le Havre

## Luoghi d'interesse

### Le falesie di Étretat
Ad ovest della località di Étretat si trova l'attrazione più famosa di questo tratto di costa, la Falesia di Aval, una scogliera alta 85 m, che, per la sua forma finale, fu paragonata dallo scrittore Guy de Maupassant come una "proboscide che si getta sul mare".

### Altri luoghi d'interesse
Altri luoghi d'interesse sono:
- l'Abbazia benedettina di Fécamp
- il Parc des Moutiers, a Varengeville-sur-Mer